# Pyrausta nanalis
Pyrausta nanalis is een vlinder van de familie van de grasmotten (Crambidae). De wetenschappelijke naam van deze soort is voor het eerst voorgesteld als Hercyna nanalis door Hugo Theodor Christoph in een publicatie uit 1888.
De soort komt voor in Iran (Hamadan).